# アラン伯爵 (アイルランド貴族)
アラン伯爵（アランはくしゃく、Earl of Arran）は、アイルランド貴族の伯爵位。3回創設されており、アイルランドの政治家アーサー・ゴアが1762年に叙された第3期の伯爵位が現存している。爵位名はアラン諸島に由来している。

## 歴史

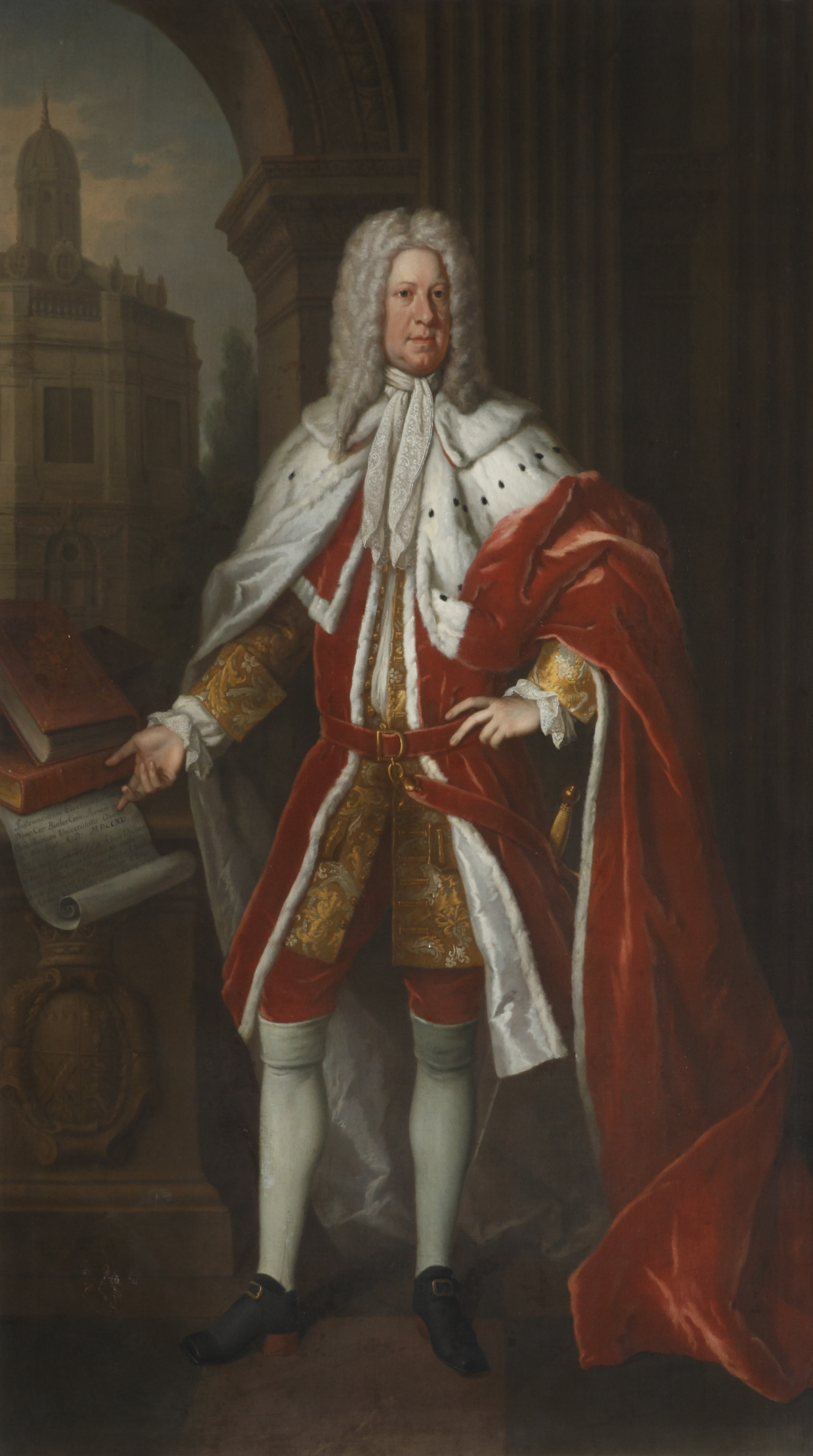
第2期の初代アラン伯爵。ジェームズ・ソーンヒル画、1727年。

イングランド内戦期から王政復古期の王党派の軍人・政治家の初代オーモンド公爵ジェームズ・バトラー(1610–1688)の四男であるリチャード・バトラー(1639–1686)は、1662年5月13日にアイルランド貴族爵位のアラン伯爵とトゥロック子爵(Viscount Tullogh)、クラウグレナンのバトラー男爵(Baron Butler of Cloughgrenan)に叙された。これがアイルランド貴族としてのアラン伯爵位の最初の創設となる。これらの爵位は弟ジョン・バトラーへの継承を認めたものであったが、彼が死去した時、弟のジョンもすでに死んでいたため、爵位は彼一代で終わった。
ついで第1期アラン伯リチャード・バトラーの兄にあたる第6代オソリー伯爵トマス・バトラー(1634–1680)の次男チャールズ・バトラー(1671–1758)が、1693年3月8日に第2期のアイルランド貴族爵位のアラン伯爵、トゥロック子爵(Viscount of Tullogh、クラウグレナン男爵(Baron Cloughgrenan)に叙され、1694年1月23日にはイングランド貴族爵位ウェストンのバトラー男爵(Baron Butler of Weston, co. Huntingdon)にも叙せられた。熱心なトーリー党員だった兄の第2代オーモンド公爵ジェームズ・バトラー(1665–1745)が1715年にホイッグ党政権によって私権剥奪に処されたため、1721年には彼が兄の財産を相続している。また後世の認定（デ・ジュリ）では彼は兄が死去した後にオーモンド公爵位を継承したことになっている。しかし子供はなかったので、結局彼一代で第2期のアラン伯爵位は廃絶した。
現存する3期目のアラン伯爵位に叙される3代準男爵サー・アーサー・ゴア(1703–1773)は、アイルランドの(ニュータウンのゴア)準男爵家の生まれでドネガル・バラ選挙区選出のアイルランド庶民院議員を務め、1758年8月15日にアイルランド貴族爵位のメイヨー県におけるキャッスル・ゴアのサッドリー子爵(Viscount Sudley, of Castle Gore in the County of Mayo)とウェックスフォード県におけるディープスのサンダース男爵(Baron Saunders, of Deeps in the County of Wexford)に叙されてアイルランド貴族院議員となり、1762年4月12日にはアイルランド貴族爵位ゴールウェイ県におけるアラン諸島のアラン伯爵(Earl of Arran, of the Arran Islands in the County of Galway)に叙された。
初代伯爵の玄孫である5代伯アーサー・ゴア(1839–1901)が1884年11月7日に連合王国貴族爵位メイヨー県におけるキャッスル・ゴアのサドリー男爵(Baron Sudley, of Castle Gore in the County of Mayo)に叙されたことで以降の当主はイギリス貴族院議員に列している。
現在の当主は9代伯アーサー・ゴア(1938-)である。邸宅はオックスフォードシャー・ネトルベッドのクローカー・エンド・ハウスである。

## 現当主の保有爵位
現当主アーサー・ゴアは以下の爵位を保有している。
- ゴールウェイ県におけるアラン諸島の第9代アラン伯爵 (9th Earl of Arran, of the Arran Islands in the County of Galway)
(1762年4月12日の勅許状によるアイルランド貴族爵位)
- メイヨー県におけるキャッスル・ゴアの第9代サドリー子爵 (9th Viscount Sudley, of Castle Gore in the County of Mayo)
(1758年8月15日の勅許状によるアイルランド爵位)
- ウェックスフォード県におけるディープスの第9代サンダース男爵 (9th Baron Saunders, of Deeps in the County of Wexford)
(1758年8月15日の勅許状によるアイルランド爵位)
- メイヨー県におけるキャッスル・ゴアの第5代サドリー男爵 (5th Baron Sudley, of Castle Gore in the County of Mayo)
(1884年11月7日の勅許状による連合王国貴族爵位)
- (メイヨー県におけるニュータウンの)第11代準男爵 (11th Baronet "of Newtown in the County of Mayo")
(1662年4月10日の勅許状によるアイルランド準男爵位)

## 歴代当主

### アラン伯爵 第1期 (1662年)
- 初代アラン伯爵リチャード・バトラー（英語版） (Richard Butler, 1639–1686)

### アラン伯爵 第2期 (1693年)
- 初代アラン伯爵チャールズ・バトラー (Charles Butler, 1671–1758)

### ニュータウンのゴア準男爵 (1662年)
- 初代準男爵サー・アーサー・ゴア（英語版） (Arthur Gore, 生年不詳-1697)
- 2代準男爵サー・アーサー・ゴア（英語版） (Arthur Gore, 1685頃–1741)
- 3代準男爵サー・アーサー・ゴア (Arthur Gore,1703–1773)
  - 1762年にアラン伯爵に叙される。

### アラン伯爵 第3期 (1762年)

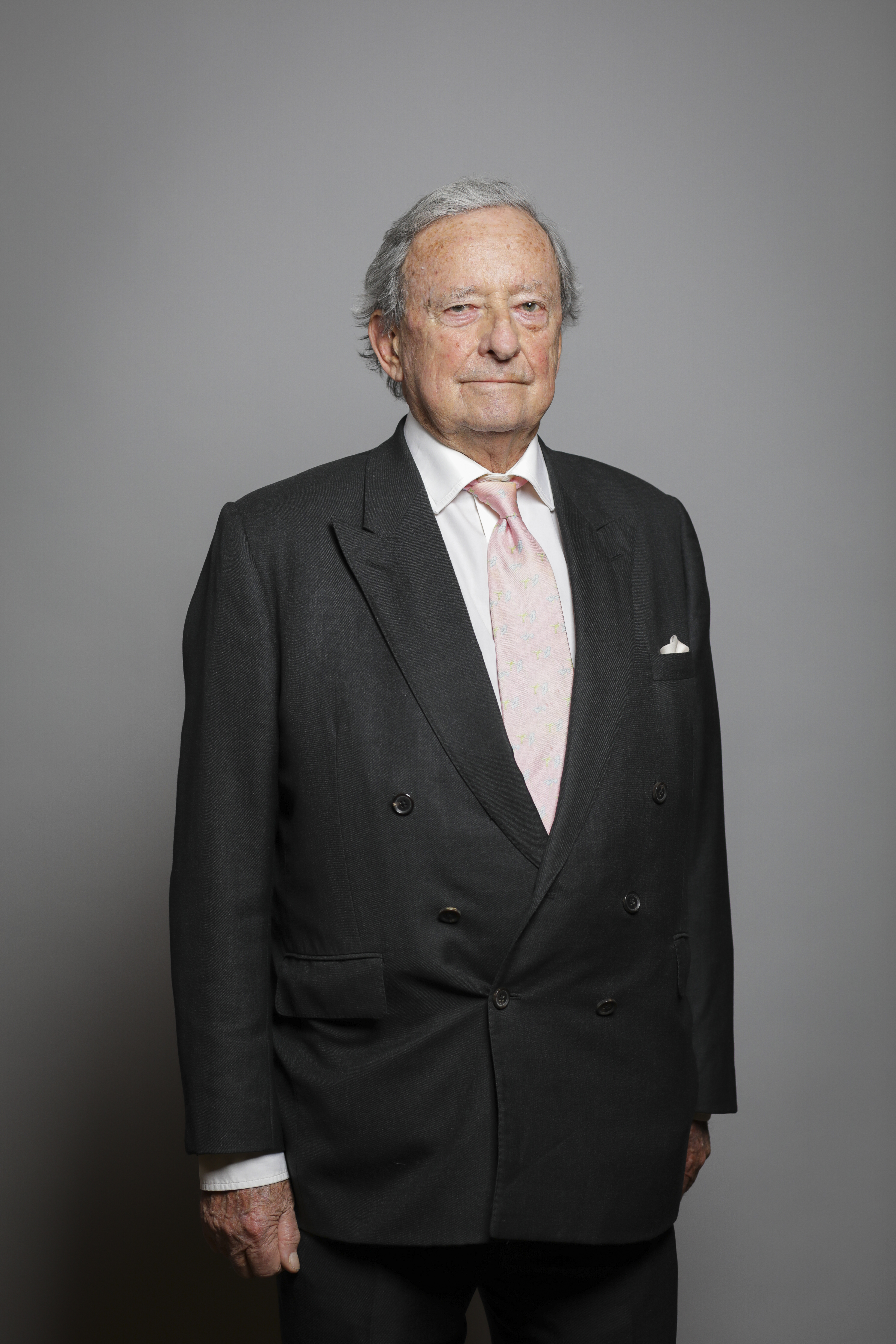
第3期の第9代アラン伯爵、2019年撮影。

- 初代アラン伯爵アーサー・ゴア (Arthur Gore, 1703–1773)
- 2代アラン伯爵アーサー・サンダース・ゴア (Arthur Saunders Gore, 1734–1809)
- 3代アラン伯爵アーサー・サンダース・ゴア (Arthur Saunders Gore, 1761–1837)
- 4代アラン伯爵フィリップ・ヨーク・ゴア (Philip Yorke Gore, 1801–1884)
- 5代アラン伯爵アーサー・サンダース・ゴア (Arthur Saunders Gore, 1839–1901)
- 6代アラン伯爵アーサー・ジョスリン・チャールズ・ゴア (Arthur Jocelyn Charles Gore, 1868–1958)
- 7代アラン伯爵アラン・ポール・ジョン・ジェイムズ・チャールズ・ゴア (Arthur Paul John James Charles Gore, 1903–1958)
- 8代アラン伯爵アーサー・ストレンジ・カッテンデイケ・デイヴィッド・アーチボルド・ゴア（英語版） (Arthur Strange Kattendyke David Archibald Gore, 1910–1983)
- 9代アラン伯アーサー・デズモンド・コルクホーン・ゴア（英語版） (Arthur Desmond Colquhoun Gore, 1938-)
  - 推定相続人は現当主の三従兄弟 [注 1] の子ウィリアム・ヘンリー・ゴア(William Henry Gore,1950-) ただしサドリー男爵の相続資格はない
    - その法定推定相続人は、彼の一人息子のチャールズ・デイヴィッド・ゴア(Charles David Gore, 1985-)